# Акантокалициум Климпеля
Акантокалициум Климпеля (лат. Acanthocalycium klimpelianum) — вид кактусов из рода Акантокалициум.

## Описание
Стебель тёмно-зелёный, приплюснуто-шаровидной формы, 7—10 см в диаметре, без боковых побегов. Рёбра (15—20) сравнительно острые, прямые с едва выраженными бугорками и крупными жёлто-коричневыми опушенными ареолами. Радиальные колючки (6—10) серовато-коричневые, прямые, тонкие неравномерные по длине. Центральные колючки (1—4) светло-серые, с коричневыми концами, шиловидные; нижняя самая длинная, достигает 2 см длиной.
Цветки белые, 3—4 см длиной и в диаметр. Цветочная трубка массивная, с чешуйками и щетинками.

## Распространение
Встречается в аргентинской провинции Кордова до высоты 1000 м над уровнем моря.

## Синонимы
- Acanthocalycium klimpelianum
- Acanthocalycium peitscherianum
- Acanthocalycium spiniflorum
- Echinopsis klimpeliana
- Echinopsis peitscherana
- Lobivia klimpeliana
- Lobivia spiniflora
- Spinicalycium klimpelianum